# Anżelika Sidorowa
Anżelika Aleksandrowna Sidorowa (ros. Анжелика Александровна Сидорова; ur. 28 czerwca 1991 w Moskwie) – rosyjska lekkoatletka, tyczkarka.
Czwarta zawodniczka mistrzostw świata juniorów w Moncton (2010). W 2013 zdobyła brąz halowych mistrzostw Europy oraz została młodzieżową wicemistrzynią Starego Kontynentu. Srebrna medalistka halowych mistrzostw świata (2014). W tym samym roku zdobyła złoto czempionatu Europy w Zurychu.
Złota medalistka halowych mistrzostw Europy w 2015 w Pradze, wicemistrzyni halowych mistrzostw świata w 2018 w Birmingham. Ponownie zdobyła złoty medal na halowych mistrzostwach Europy w 2019 w Glasgow. Mistrzyni świata z czempionatu w 2019 w Dosze. W 2021 zdobyła srebrny medal podczas igrzysk olimpijskich w Tokio.
Złota medalistka mistrzostw Rosji oraz reprezentantka kraju na drużynowych mistrzostwach Europy.

## Osiągnięcia
| Rok  | Impreza                                 | Miejsce    | Lokata     | Wynik | Reprezentacja |
| ---- | --------------------------------------- | ---------- | ---------- | ----- | ------------- |
| 2010 | Mistrzostwa świata juniorów             | Moncton    | 4. miejsce | 4,05  | RUS           |
| 2013 | Halowe mistrzostwa Europy               | Göteborg   | 3. miejsce | 4,62  | RUS           |
| 2013 | Superliga drużynowych mistrzostw Europy | Gateshead  | 2. miejsce | 4,55  | RUS           |
| 2013 | Młodzieżowe mistrzostwa Europy          | Tampere    | 2. miejsce | 4,60  | RUS           |
| 2014 | Halowe mistrzostwa świata               | Sopot      | 2. miejsce | 4,70  | RUS           |
| 2014 | Superliga drużynowych mistrzostw Europy | Brunszwik  | 1. miejsce | 4,65  | RUS           |
| 2014 | Mistrzostwa Europy                      | Zurych     | 1. miejsce | 4,65  | RUS           |
| 2015 | Halowe mistrzostwa Europy               | Praga      | 1. miejsce | 4,80  | RUS           |
| 2015 | Superliga drużynowych mistrzostw Europy | Czeboksary | 2. miejsce | 4,70  | RUS           |
| 2015 | Mistrzostwa świata                      | Pekin      | –          | NH    | RUS           |
| 2017 | Mistrzostwa świata                      | Londyn     | el. –      | NH    | ANA           |
| 2018 | Halowe mistrzostwa świata               | Birmingham | 2. miejsce | 4,90  | ANA           |
| 2018 | Mistrzostwa Europy                      | Berlin     | 4. miejsce | 4,70  | ANA           |
| 2018 | Puchar interkontynentalny               | Ostrawa    | 1. miejsce | 4,85  | ANA / Europa  |
| 2019 | Halowe mistrzostwa Europy               | Glasgow    | 1. miejsce | 4,85  | ANA           |
| 2019 | Mistrzostwa świata                      | Doha       | 1. miejsce | 4,95  | ANA           |
| 2021 | Igrzyska olimpijskie                    | Tokio      | 2. miejsce | 4,85  | ROC           |

## Rekordy życiowe
- Skok o tyczce (stadion) – 5,01 (2021) 2. wynik w historii światowej lekkoatletyki
- Skok o tyczce (hala) – 4,95 (2020) 3. wynik w historii światowej lekkoatletyki